# 新光黃埔
新光黃埔是香港一間粵劇戲院，其舊址是新光戲院（英語：Sunbeam Theatre），於1972年開幕並已於2025年3月3日結業。
2025年4月，李居明初步計劃在2025年4月10日結業的紅磡黃埔花園嘉禾黃埔，重建新光戲院，名為新光黃埔，於2025年8月16日開幕。

## 設施
座位：
1院 - 289座位 (285 + 4 輪椅座位)
2院 - 290座位 (286 + 4 輪椅座位)
3院 - 324座位 (320 + 4 輪椅座位)
4院 - 321座位 (317 + 4 輪椅座位)

電影放映設備：
NEC 4K Laser Projector
音效技術標準：
Dolby Surround 7.1
音頻輸出設備：
JBL Cinema Grade Speakers

## 歷史
2025年4月，李居明初步計劃在2025年4月10日結業的嘉禾黃埔，重建新光戲院，名為新光黃埔。
而位於黃埔花園八期黃埔廣場的戲院，自4月初嘉禾黃埔結業後，由新光戲院接手成為新光黃埔。戲院經過超過三個月的裝修後，新光黃埔亦正式公佈開幕日期與片目。新光黃埔安排於2025年8月16日開幕，當中以「重燃戲院看戲新激情」與「4院今齊開，6種新模式」作為口號，同時設有展覽部分，提供「明星名人書畫攝影展」。

## 外部連結
- 官方网站
- 新光中國戲曲文化的Facebook專頁